# Elbasan
Elbasan este un oraș din Albania, cu o populație de 66.834 de locuitori (2023).
În Elbasan își are sediul Biserica Greco-Catolică Albaneză.

## Personalități născute aici
- Iosif Papamihali (1912–1948), călugăr greco-catolic, deținut politic;
- Aleks Buda (1910–1993), istoric;
- Hasan Kurti (1933-2018), medic, scriitor;
- Albert Duro (n. 1978), fotbalist;
- Armando Sadiku (n. 1991), fotbalist;
- Kristal Abazaj (n. 1996), fotbalist.